# Kallirrhoë (Quelle)
Kallirrhoë (altgriechisch Καλλιρρόη, die Schönfließende) oder Kallirhoë war eine Quelle im antiken Athen auf der Agora.
Sie entsprang südlich Athens im Bette des Ilissos und wurde von Peisistratos im Zuge des Ausbaus der Stadt Athen in einen Brunnen mit neun Röhren gefasst. Später bekam sie deshalb den Namen Enneakrunos, „Neunbrunn“. Ob es sich bei Kallirhoe und Enneakrunos um die gleiche Quelle gehandelt hat, war lange umstritten. Von dieser Quelle wurde traditionell das Wasser für das Brautbad der Athenerinnen geholt.